# Obóz Narodowo-Radykalny (III Rzeczpospolita)

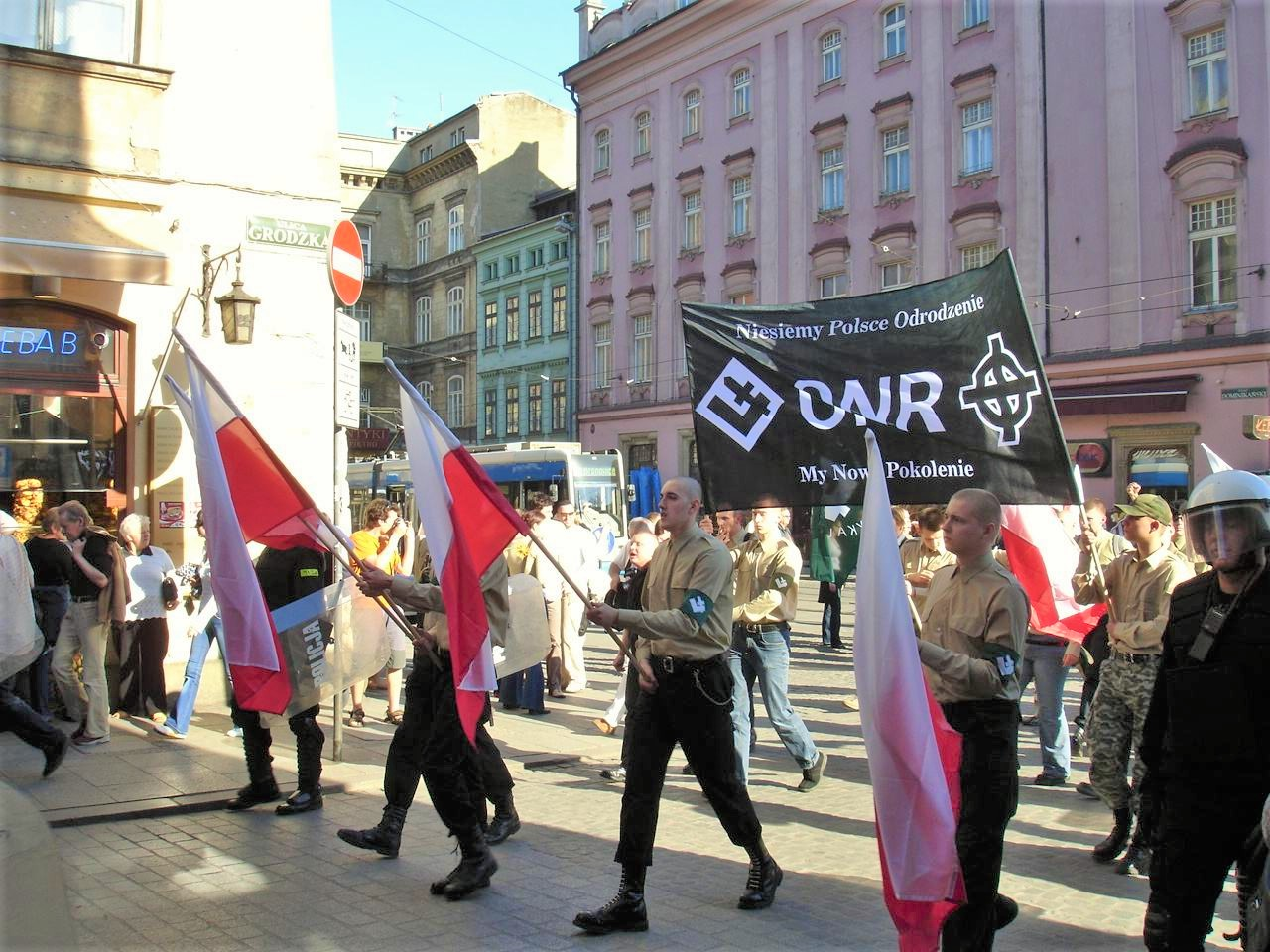
Rocznicowy pochód ulicami Krakowa, 14 kwietnia 2007

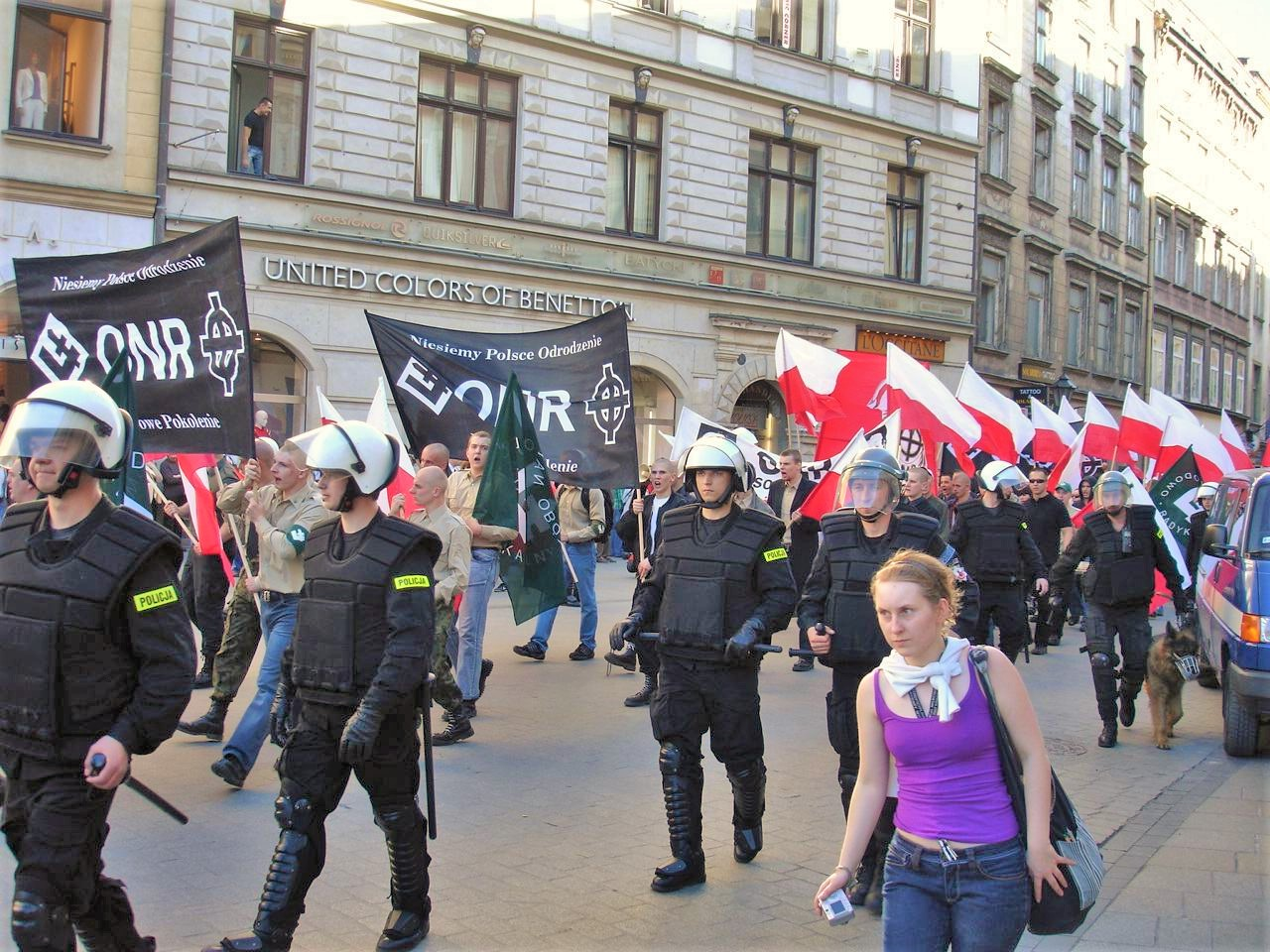
Rocznicowy pochód ulicami Krakowa, 14 kwietnia 2007

Obóz Narodowo-Radykalny (ONR) – polskie skrajnie prawicowe i skrajnie nacjonalistyczne ugrupowanie polityczne, przez część publicystów i badaczy określane jako faszyzujące lub wprost faszystowskie, nawiązujące do działalności istniejącego w II Rzeczypospolitej ruchu o tej samej nazwie i z tej racji określane niekiedy jako neo-ONR. Od 2012 ugrupowanie jest zarejestrowane jako stowarzyszenie.

## Działalność
Obóz Narodowo-Radykalny swoją działalność realizuje przede wszystkim poprzez:
- organizowanie wystąpień publicznych (manifestacji, pikiet)[21][22];
- działalność ideowo-wychowawczą (wykłady, obozy, szkolenia)[23][24];
- działalność wydawniczą (m.in. broszury „Droga Nacjonalisty”, książki takie jak „Król Podbeskidzia” czy „W Hołdzie Narodowym Siłom Zbrojnym”, czasopismo „Narodowy Horyzont” oraz portal publicystyczny „Kierunki”, ONR współtworzy również portal informacyjny „Media Narodowe”)[25][26][27][28];
- działalność charytatywną (m.in. pomoc dla domów dziecka)[29][30].

Obóz Narodowo-Radykalny to organizacja działająca w formie stowarzyszenia. Nie startuje on samodzielnie w wyborach parlamentarnych ani samorządowych, aczkolwiek pojedynczy jego działacze startują czasami z list innych komitetów wyborczych, nie odnosząc jednak większych sukcesów.

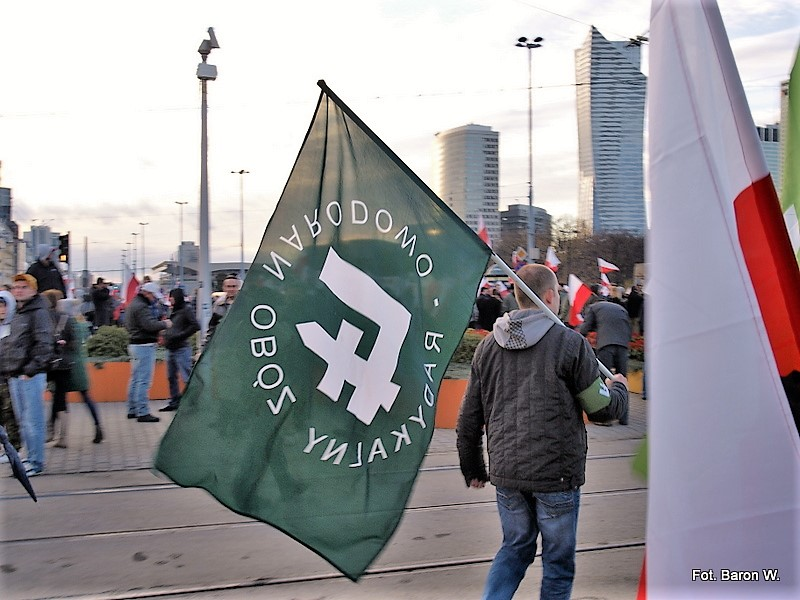
Flaga ONR, Marsz Niepodległości (2013)

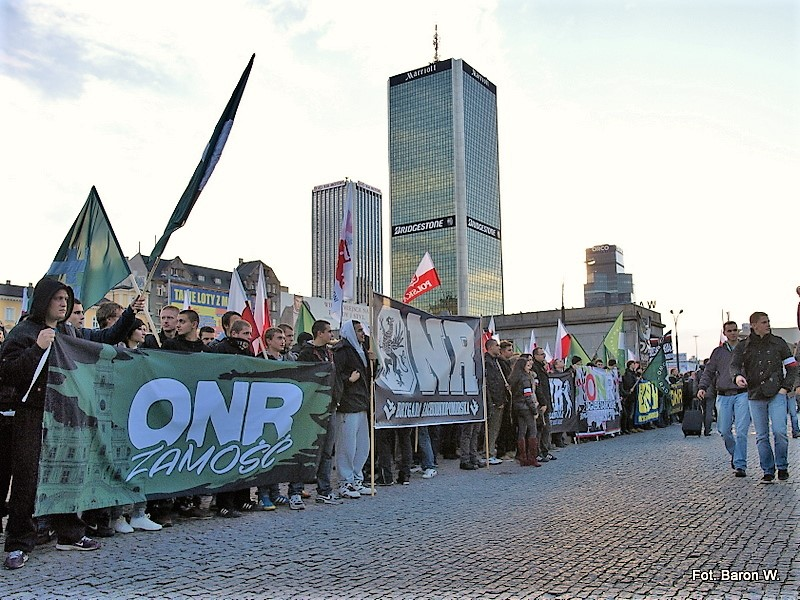
Banery ONR, Marsz Niepodległości (2013)

### Znani działacze
W przeszłości z ONR związani byli m.in. Robert Bąkiewicz (prezes Stowarzyszenia Marsz Niepodległości), Tomasz Greniuch (przez krótki czas w 2021 roku dyrektor oddziału Instytutu Pamięci Narodowej we Wrocławiu, odwołany po serii publikacji medialnych na temat jego związków z ONR), Bartosz Bekier (założyciel i przywódca skrajnie nacjonalistycznej i prorosyjskiej organizacji Falanga), Jacek Międlar (były ksiądz katolicki, skrajnie nacjonalistyczny pisarz i publicysta) i Marian Kowalski (który w latach 2014-2015 był wiceprezesem Ruchu Narodowego i z ramienia tej partii wystartował w wyborach prezydenckich w 2015 roku).

### Brygady ONR
Obóz Narodowo-Radykalny posiada regionalne oddziały, które określa mianem "brygad". Organizacja podaje, że takie "brygady" działają w każdym województwie i w kilkunastu miastach za granicą. Przykładowe nazwy brygad to Brygada Łódzka, Brygada Górnośląska i Brygada Podkarpacka.
Nazwa jednej z brygad ONR - Brygada Świętokrzyska - jest tożsama z nazwą jednostki partyzanckiej Narodowych Sił Zbrojnych - Związku Jaszczurczego (NSZ-ZJ), czyli tej frakcji NSZ, która nie podporządkowała się rozkazowi scalenia z Armią Krajową, działającej w okresie 1944-1945. Jednostka ta, w obliczu zbliżania się Armii Czerwonej, otwarcie kolaborowała z nazistowskimi Niemcami, w tym z Gestapo, aby walczyć z siłami radzieckimi. Z tego powodu, używanie tej nazwy przez współczesny ONR jest powszechnie uznawane za prowokację i nawiązanie do kontrowersyjnych epizodów z historii polskiego ruchu narodowego, a co za tym idzie, budzi negatywne skojarzenia, szczególnie w kontekście kolaboracji z okupantem.

## Kalendarium
- 1993 – założony przez grupę działaczy narodowych (m.in.: Seweryn Bosek, Artur Gawroński, Marek Madej, Sławomir Dawidowski, Andrzej Jankowski) na terenie całej Polski, po czym nastąpiło przejście do Stronnictwa Narodowego, Obozu Wielkiej Polski i innych organizacji narodowych.
- 1995 – w Czeladzi rozpoczyna działalność tzw. grupa Mierzwy. Na jej czele staje Adrian Sobczyk, drugim przewodniczącym jest Adam Mierzwa. ONR wydaje narodowy i socjalny biuletyn „Błyskawica” ONR odrzuca prymitywny rasizm, opowiada się za samokształceniem. Działacze ONR-u uczestniczą w wielu akcjach skierowanych przeciwko obecności Polski w strukturach NATO i UE. ONR nawiązuje kontakt z przedwojennym działaczem ONR-u, szefem Sztafety Bojowej Zygmuntem Przetakiewiczem, który zostaje patronem ONR-u.
- 1999 – ONR rozpoczyna działalność w Częstochowie, po usunięciu Artura Gawrońskiego władzę przejmują młodzi działacze Patryk i Karol Litwiniakowie (tzw. bracia). Działalność ONR Częstochowa trwa do 2002, później część działaczy wstępuje do Młodzieży Wszechpolskiej. Od 2004 ONR Częstochowa działa w strukturach zarejestrowanego ONR.
- 15 kwietnia 2003 – Sąd Rejonowy w Opolu, rozpatrując wniosek o rejestrację stowarzyszenia ONR poparł stanowisko starosty brzeskiego i uznał, że przedwojenny ONR był „organizacją skrajnie prawicową, głosił antysemityzm, jawnie walczył z rządem i czerpał z wzorów faszystowskich”. Dopiero po wykreśleniu ze statutu odwołań do przedwojennego Obozu Narodowo-Radykalnego stowarzyszenie ONR w Brzegu zostało zarejestrowane. Grupa Adama Mierzwy odcina się od zarejestrowanego ONR.
- 2004 – Adam Mierzwa ginie w wypadku samochodowym.
- 12 marca 2005 – I reaktywacyjny Zjazd Obozu Narodowo Radykalnego w Częstochowie. Istniejące do tej pory w rozproszeniu grupy odwołujące się w swej działalności do przedwojennego ONR jednoczą się w jedną ogólnopolską organizację. Ogólnopolski ONR zostaje podzielony na Brygady, które najczęściej pokrywają się z województwami. Do tej pory zostało powołanych 17 Brygad ONR (stan na koniec 2006).
- 2–3 maja 2005 – manifestacja ONR na Górze Świętej Anny.
- 16 czerwca 2005 – zjazd ONR w Myślenicach, upamiętniający działalność przedwojennego narodowca Adama Doboszyńskiego.
- 16 kwietnia 2006 – manifestacja rocznicowa w Warszawie, pochód nacjonalistów z ONR spotyka się z pochodem działaczy partii APP Racja, nie dochodzi do żadnych poważnych incydentów.
- 11 listopada 2006 – manifestacja z okazji upamiętnienia rocznicy odzyskania przez Polskę niepodległości i dla uczczenia Romana Dmowskiego, gromadzi w Warszawie około 450 osób.
- 14 kwietnia 2007 – zorganizowany przez ONR pochód ulicami Krakowa w 73. rocznicę powstania organizacji gromadzi ok. 250 osób. W trakcie demonstracji członkowie ONR: Tomasz Greniuch (późniejszy prezes IPN we Wrocławiu) oraz Bartosz Bekier (późniejszy założyciel i lider organizacji Falanga) stojąc na tle krzyża celtyckiego wykonali publicznie salut rzymski, który od czasów II wojny światowej odbierany jest powszechnie w Polsce jako nazistowskie pozdrowienie[36][37].
- 11 listopada 2007 – ONR po raz kolejny był organizatorem manifestacji narodowej w rocznicę Święta Niepodległości. Tym razem na marszu w Warszawie zgromadziło się blisko 300 osób. Jak wynika z zapisu wideo, uczestnicy marszu skandowali „Polska cała tylko biała”, a wśród uczestników zgromadzenia znajdowali się bojówkarze z neonazistowskiej organizacji C18 (Combat Adolf Hitler)[38].
- 22 czerwca 2008 – w Myślenicach w rocznicę „marszu na Myślenice” zorganizowanego przez Adama Doboszyńskiego członkowie ONR wykonywali salut rzymski, często utożsamiany z nazistowskim pozdrowieniem „Heil Hitler” lub „Sieg Heil”. Członkowie ONR wznosili też hasła odbierane przez niektórych jako antysemickie[39].
- 20 września 2008 – ONR organizuje w Warszawie „Marsz Mocarstwowy”. Nocny przemarsz z pochodniami przechodzi przez historyczną część miasta, pojawiają się hasła imperialistyczne i nacjonalistyczne.
- 11 listopada 2008 – warszawski marsz ONR w Narodowe Święto Niepodległości. Grupa około 100 działaczy antyfaszystowskich próbowała powstrzymać 400 ONR-owców na skrzyżowaniu Krakowskiego Przedmieścia i ul. Świętokrzyskiej[potrzebny przypis].
- 4 grudnia 2008 – Sąd w Strzelcach Opolskich skazał trzech członków ONR-u za wykonywanie „gestu faszystowskiego” pozdrowienia na karę 6 miesięcy w zawieszeniu na trzy lata, tysiąc złotych grzywny, dozór kuratorski oraz zakaz publicznego wykonywania gestu[40]. ONR złożył od tego wyroku 10 stronicową apelację.
- 18 kwietnia 2009 – członkowie oraz sympatycy ONR-u przeszli ulicami Częstochowy z okazji 75. rocznicy powstania organizacji. Marsz poprzedzony został mszą sprawowaną w archikatedrze Świętej Rodziny w intencji zmarłych działaczy przedwojennych ONR oraz obecnego Obozu. Spod katedry narodowcy w liczbie trzystu osób[potrzebny przypis] przemaszerowali miastem. Godzinny marsz narodowców zakończył się pod pomnikiem Narodowych Sił Zbrojnych, pod którym zostało wygłoszone przemówienie Rzecznika ONR oraz odśpiewany Hymn Młodych.
- 12 października 2009 – Sąd Rejonowy w Opolu w związku z wykonywaniem „faszystowskich gestów” przez trzech członków organizacji podczas uroczystości państwowych na Górze Świętej Anny, postanowił o zdelegalizowaniu ONR z Brzegu. Sąd umotywował swój wyrok troską o zapobieżenie tego typu incydentom w przyszłości. Proces o delegalizację ONR Brzeg był przeprowadzony na wniosek Prokuratury Okręgowej w Opolu[41].
- 11 listopada 2009 – manifestacja z okazji upamiętnienia rocznicy odzyskania przez Polskę niepodległości i dla uczczenia Romana Dmowskiego, gromadzi w Warszawie około 550 osób (z różnych organizacji narodowo-nacjonalistycznych).
- 11 listopada 2010 – „Marsz Niepodległości” zorganizowany wspólnie przez ONR i MW (Młodzież Wszechpolska) zgromadził w Warszawie kilka tysięcy osób. Oprócz narodowców z ONR-u, MW, NOP-u, OWP i autonomicznych nacjonalistów w marszu wzięło udział bardzo dużo ludzi postronnych, a także delegacje z Węgier, Słowacji, Serbii, Ukrainy, Białorusi i inne organizacje m.in. „Polacy na rzecz Serbskiego Kosowa”, a także środowiska kibicowskie „ponad podziałami” z całego kraju, m.in. Legii Warszawa, Lecha Poznań czy ŁKS-u Łódź[42][43]. W „komitecie poparcia” marszu znaleźli się m.in. Janusz Korwin-Mikke, Artur Zawisza, Rafał Ziemkiewicz, prof. Jan Żaryn, prof. Jacek Bartyzel, prof. Ryszard Bender, prof. Jerzy Robert Nowak, prof. Anna Raźny, Paweł Kukiz, Adam „Pih” Piechocki i inni[44].
- W maju 2011 powstały dwie nowe brygady ONR – Zachodniopomorska oraz Wielkopolska. Brygada Wielkopolska zakończyła jednak działalność we wrześniu 2012 po tym, jak antyfaszyści zagłuszyli organizowany przez jej działaczy marsz[45]. W czasie aktywności brygady jeden z jej sympatyków podczas pikiety środowisk nacjonalistycznych 12 grudnia 2011 r. w Poznaniu wezwał policję, by ta usunęła grupę ok. 50 antyfaszystów, którzy pojawili się w miejscu pikiety[46].
- 11 listopada 2011 – Marsz Niepodległości zorganizowany wspólnie przez ONR i MW zgromadził w Warszawie ponad 20 tysięcy osób[potrzebny przypis]. Oprócz wielu grup nacjonalistycznych z różnych organizacji (oprócz ONR także między innymi Młodzież Wszechpolska i Obóz Wielkiej Polski) w marszu wzięły udział różne środowiska prawicowe; monarchistyczne, konserwatywne, konserwatywno-liberalne, republikańskie. Były także liczne delegacje nacjonalistów z zagranicy, między innymi z[47]: Czech, Włoch, Szwecji, Węgier, Ukrainy, Białorusi, Słowacji, Serbii, a nawet Litwy (litewscy niezależni nacjonaliści wsparli pochód, aby zamanifestować swój negatywny stosunek do szowinistycznych tarć na linii Litwa-Polska).
- Lipiec 2012 – powstał kwartalnik „Magna Polonia”, oficjalny organ prasowy ONR.
- 11 listopada 2012 – ONR został współtwórcą (m.in. wraz z MW i Unią Polityki Realnej) nieformalną inicjatywę społeczno-polityczną Ruch Narodowy.

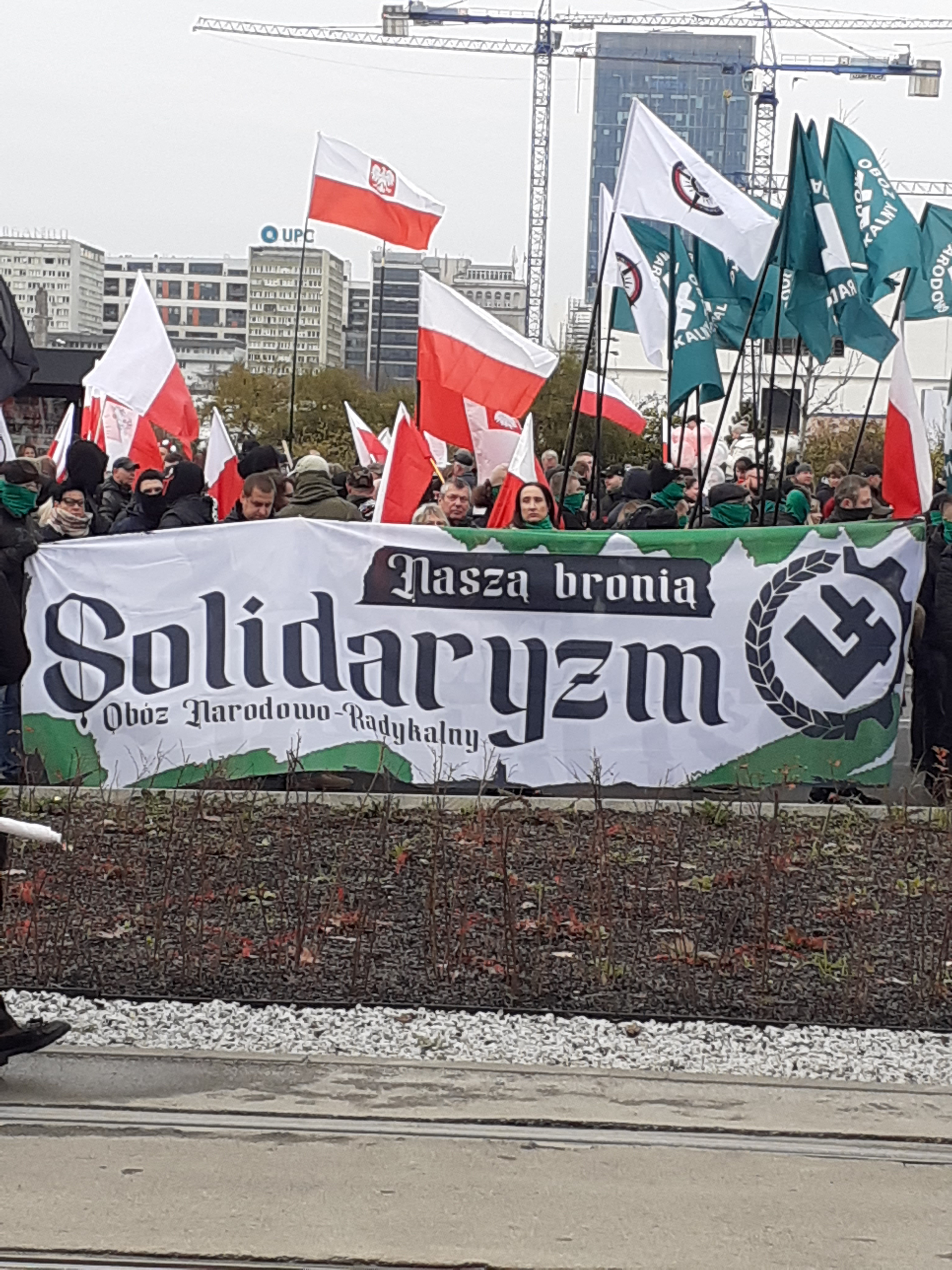
Baner Obozu Narodowo-Radykalnego na Marszu Niepodległości w 2022

- 16 lutego 2013 – odbył się nadzwyczajny zjazd ONR, który wybrał na swojego nowego kierownika głównego (prezesa) Aleksandra Krejckanta, a dotychczas pełniącego tę funkcję Przemysława Holochera na honorowego prezesa. Krejckant jest studentem europeistyki na Uniwersytecie Wrocławskim[48].
- 16 marca 2013 – przedstawiciele Brygady Górnośląskiej ONR wzięli udział w marszu słowackich nacjonalistów, którzy złożyli kwiaty na grobie ks. Jozefa Tiso, twórcy faszystowskiej Słowacji[49]; ponadto wysłuchali przemówienia na temat jego życia i działalności[50].
- 11 listopada 2013 w Warszawie odbył się tzw. Marsz Niepodległości zorganizowany przez ONR i Młodzież Wszechpolską. Uczestnicy tej demonstracji zaatakowali dwa squaty (zamieszkane pustostany) na ulicy Skorupki oraz na Wilczej, gdzie rozerwali łańcuchy bram i z maczetami, butelkami i pałkami zaatakowali osoby znajdujące się w środku budynku. Z kolei na Spacerowej napastnicy próbowali wedrzeć się na teren ambasady Rosji. Rzucali w kierunku budynku petardy, butelki i kamienie. Skandowali „Ruska k...wa”. Policja użyła gazu pieprzowego i łzawiącego. W trakcie demonstracji rannych zostało 12 policjantów[51][52][53].
- 28 sierpnia 2015 – Marian Kowalski został odwołany ze stanowiska wiceprezesa Ruchu Narodowego, a ONR wystąpił ze struktur tej partii[54][55].
- 13 listopada 2015 – W Poznaniu grupa anarchistów otoczyła przedstawicieli Brygady Wielkopolskiej ONR, którzy spotkali się w salce parafialnej kościoła pw. Bożego Ciała na projekcji filmu. ONR-owcy zabarykadowali się w środku, a anarchiści wykrzyczeli antynacjonalistyczne hasła oraz rozbroili jednego z mężczyzn, który próbował dostarczyć pałki nacjonalistom[56].
- 17 lutego 2021 – Sąd Najwyższy odrzucił skargę kasacyjną działaczy ONR do wyroku Sądu Okręgowego w Elblągu z 21 marca 2019 dotyczącą nazwania w 2017 ONR organizacją faszystowską przez Roberta Kolińskiego, członka Partii Razem w Elblągu. Podczas ogłoszenia wyroku sędzia powiedział do działacza ONR m.in., że Pańska organizacja niestety sama na siebie ukręciła ten bicz. Nawiązujecie do organizacji przedwojennej, która była jawnie organizacją faszystowską, stosujecie te same symbole i nazwy. Nie mówię przez to, że jesteście faszystami albo nazistami. Ja tylko mówię, że oskarżony miał prawo tak uważać na podstawie tego, co wy sami o sobie piszecie, jak się zachowujecie na własnych demonstracjach, jakie głosicie hasła, jak się nosicie, do jakich symboli się odwołujecie. Tego nie można zinterpretować inaczej, jest to jednoznaczne[57][58].

## Krytyka
ONR jest oskarżany o propagowanie ideologii totalitarnych (faszyzmu i nazizmu). Ugrupowanie korzysta z międzynarodowego rasistowskiego symbolu krzyża celtyckiego (oznaczającego tzw. białą siłę) oraz tzw. salutu rzymskiego. 4 grudnia 2008 Sąd w Strzelcach Opolskich skazał trzech członków ONR-u za wykonywanie gestu „faszystowskiego pozdrowienia” na karę 6 miesięcy w zawieszeniu na trzy lata, tysiąc złotych grzywny, dozór kuratorski oraz zakaz publicznego wykonywania gestu. 12 października 2009 Sąd Rejonowy w Opolu postanowił o zdelegalizowaniu ONR z Brzegu w związku z wykonywaniem „faszystowskich gestów” przez trzech członków organizacji podczas uroczystości państwowych na Górze Świętej Anny.
Sojusz Lewicy Demokratycznej w 2012 postulował delegalizację ONR i Młodzieży Wszechpolskiej za jawne i czytelne propagowanie faszyzmu podczas Marszu Niepodległości, a także za łamanie konstytucji i prawa. Jerzy Stępień (były prezes Trybunału Konstytucyjnego) uznał wówczas wniosek za niezasadny, ale dodał, że „nie można pochwalać burd i haseł wznoszonych podczas demonstracji skrajnej prawicy, ale to cena, którą demokracja musi zapłacić”. Podkreślił również, że należy stawiać na edukację, a nie delegalizację. Po upublicznieniu we wrześniu 2013 rozmów Przemysława Holochera (byłego szefa Obozu) przez WikiLeaks, Janusz Korwin-Mikke oskarżył Holochera o sabotowanie jego kandydatury w wyborach uzupełniających do Senatu w Rybniku poprzez podrobienie podpisów.
16 grudnia 2013 Straż Narodowa została wcielona do Obozu. Organizacja ta przez część krytyków oskarżana jest o tworzenie bojówki nacjonalistycznej. Prof. Tomasz Nałęcz stwierdził, że „W polskiej historii jest długa tradycja organizacji paramilitarnych. [...] Choćby w latach 1905–1907 walczyły z caratem. Tyle że jednocześnie lała się również polska krew, dochodziło do bratobójczych walk z wrogami politycznymi. Ta tradycja była później kontynuowana. Mamy w pamięci wydarzenia, gdy na ulicach miast było mnóstwo gwałtów wywoływanych przez bojówki partyjne. [...] właśnie doświadczenia historyczne zmuszają do spoglądania na Straż Narodową z dużą dozą niepokoju”. Z kolei Sylwester Michalski, rzecznik prasowy Dowództwa Wojsk Specjalnych, skrytykował wykorzystywanie przez tę formację orła polskich Wojsk Specjalnych i zażądał zaprzestania czynienia tego. Sami członkowie Straży deklarują „obronę Polaków przed złymi wpływami z zewnątrz, na przykład przed islamem”. Utrzymują również, że w ich działaniach „nie będzie niczego nielegalnego”. Przekonują również, że „ludzie o radykalnych poglądach są błędnie utożsamiani z bojówkami”.
W 2015 r. Europejska Komisja przeciw Rasizmowi i Nietolerancji Rady Europy uznała ONR za organizację ekstremistyczną.
W 2016 falę krytyki wywołało zdjęcie Léona Degrelle’a, belgijskiego zwolennika faszyzmu i nazizmu, oraz oficera SS, które umieścił na swoim profilu w serwisie Facebook rzecznik ONR, Tomasz Kalinowski.
3 września 2016 klub parlamentarny Platformy Obywatelskiej złożył do Prokuratora Generalnego wniosek o delegalizację Obozu Narodowo-Radykalnego w związku z propagowaniem przez tę organizację ideologii faszystowskiej.
Podczas zorganizowanych w Gdańsku w 2018 roku obchodów 84. rocznicy powstania organizacji, w pochodzie, który szedł ulicami miasta obecny był także przedstawiciel neofaszystowskiej włoskiej organizacji Forza Nuova.
29 sierpnia 2019 Komitet ds. Likwidacji Dyskryminacji Rasowej ONZ (CERD) przedstawił rekomendacje dla Rzeczypospolitej Polskiej w zakresie realizacji postanowień Międzynarodowej Konwencji z 1966 roku w sprawie likwidacji wszelkich form dyskryminacji rasowej. Zażądał wówczas, by Polska zapewniła skuteczne wdrożenie prawa delegalizującego organizacje promujące lub nawołujące do dyskryminacji rasowej, takie jak Obóz Narodowo-Radykalny, Młodzież Wszechpolska, Falanga, Szturmowcy, Niklot, Kongres Narodowo-Społeczny, Autonomiczni Nacjonaliści, Stowarzyszenie Duma i Nowoczesność oraz polski oddział organizacji Krew i Honor.